# Ghiacciaio McDonald
Il ghiacciaio McDonald (in inglese McDonald Glacier) è un ghiacciaio antartico che copre un'area di circa 5 per 3 chilometri quadrati. Localizzato ad una latitudine di 75°28′S e 26°18′O, il territorio si trova nella Costa di Caird (Terra di Coats).
La regione è stata intitolata da Ernest Shackleton ad Allan McDonald, un magnate britannico, come riconoscimento per l'aiuto prestato all'esploratore irlandese per raggiungere e salvare i 22 naufraghi della spedizione Endurance bloccati sull'isola Elephant nel luglio 1916.